# Snochowice
Snochowice – wieś w Polsce, położona w województwie świętokrzyskim, w powiecie kieleckim, w gminie Łopuszno.
| SIMC    | Nazwa        | Rodzaj    |
| ------- | ------------ | --------- |
| 0248929 | Duża Kolonia | część wsi |
| 0248935 | Komorniki    | część wsi |
| 0248941 | Mała Kolonia | część wsi |
| 0248958 | Okrajek      | część wsi |
| 0248964 | Sojawa       | część wsi |
| 0248970 | Za Górą      | część wsi |
| 0248987 | Zagórki      | część wsi |

Do 1954 r. wieś należała i była siedzibą władz gminy Snochowice, następnie do końca 1972 r. należała i była siedzibą gromady Snochowice. Gminy nie reaktywowano w 1973 r. W latach 1975–1998 miejscowość administracyjnie należała do województwa kieleckiego.
W Snochowicach urodził się:
- Waldemar Bartosz, polski polityk, poseł na Sejm I i III kadencji.
- Stefan Krzywoszewski – polski prozaik, dziennikarz, dramaturg, klasyk tzw. „komedii mieszczańskiej”[7].